# Joey Crawford
No confundir con el árbitro de la NBA Dan Crawford.
Joseph "Joey" Crawford (nacido el 30 de agosto de 1951 en Filadelfia, Pensilvania) es un árbitro profesional de baloncesto de la NBA. A comienzo de la temporada 2006-07 de la NBA, sus partidos arbitrados son de 266 de playoffs y 38 de las Finales de la NBA, más que ningún otro árbitro de la liga. Ha aparecido en las Finales cada año desde 1986 hasta 2006. Además, Crawford ha arbitrado también los All-Star Game de 1986, 1992 y 2000, y el Open McDonald's de 1993 en Múnich, Alemania.

## Inicios
Crawford comenzó arbitrando partidos de instituto desde 1970 hasta 1977 y de la Eastern Basketball Association (posteriormente conocida como Continental Basketball Association) en 1974 y 1977. Tras su paso por la CBA, Crawford fue contratado por la NBA en 1977 a los 25 años. Aparte del arbitraje, Crawford trabajó en el Servicio Postal de los Estados Unidos como cartero desde 1972 hasta 1975.  

## Carrera en la NBA

### Playoffs de 2003
Durante el segundo partido de las Finales de la Conferencia Oeste de 2003, Crawford pitó cuatro faltas técnicas en los primeros 10 minutos de partido, incluidas dos técnicas y expulsión a Don Nelson, por entonces entrenador de Dallas Mavericks, por no regresar a su banquillo tras discutir una falta pitada contra su equipo. Más tarde, también expulsó a Del Harris, asistente de Nelson.

### Crawford llega a los 2.000 partidos
Crawford arbitró su partido número 2.000 el 11 de noviembre de 2005 entre Los Angeles Lakers y Philadelphia 76ers. Se convirtió en el sexto árbitro en la historia de la NBA en llegar a esta cifra junto a Jake O'Donnell, Dick Bavetta, Earl Strom y Tommy Nunez.

### Altercado con Tim Duncan
El 15 de abril de 2007, Crawford explusó a Tim Duncan, ala-pívot de San Antonio Spurs, por reírse de él e insultarle supuestamente desde su banquillo durante un partido ante Dallas Mavericks. Duncan alegó que Crawford le desafió a una pelea en la cancha. El 17 de abril, Crawford fue suspendido para el resto de temporada y los playoffs de 2007 como resultado de su altercado, poniendo fin a una racha de 21 apariciones consecutivas en las Finales. Duncan fue multado con 25.000 dólares por insultar al árbitro. Crawford se reunió con los directivos de la NBA el 30 de julio de 2007 para discutir su futuro en la liga, pero no se llegó a ninguna decisión. El 17 de septiembre la NBA anunció que Crawford era rehabilitado. 

### Otra polémica con los Spurs
En los playoffs de 2008, Crawford arbitró el cuarto partido de las Finales de Conferencia entre Los Angeles Lakers y San Antonio Spurs. En los últimos segundos del encuentro, una falta no señalada de Derek Fisher sobre el escolta de los Spurs Brent Barry dio la victoria a los Lakers. Posteriormente, la NBA reconoció el error y pidió disculpas.

## Familia
Su padre, Shag Crawford, fue árbitro de las Grandes Ligas de Béisbol en la Liga Nacional desde 1956 hasta 1975, mientras que su hermano Jerry actualmente trabaja en el mismo oficio. Crawford actualmente reside Newton Square, Pensilvania, y está casado y tiene tres hijos.
Crawford apareció en la película de baloncesto Like Mike como árbitro.